# سید گری
سید گری (انگلیسی: Cyd Gray؛ زادهٔ ۲۱ نوامبر ۱۹۷۳) یک بازیکن فوتبال اهل ترینیداد و توباگو است.
وی همچنین در تیم ملی فوتبال ترینیداد و توباگو بازی کرده‌است.